# Into the Pink
Into the Pink è il secondo album in studio dei Verbena, prodotto nel 1999. Il sound, fatta eccezione per le ballate iniziali e finali Lovely Isn't Love e Big Skies, Black Rainbows, è il tipico grunge, fatto di riff semplici ma potenti e diretti. Baby Got Shot è uscita come singolo e come video musicale nel febbraio del 1999, due mesi prima dell'album. Altre tracce degne di particolare attenzione sono la title track Into the Pink, John Beverly, Bang Bang e Pretty Please.

## Tracce
1. Lovely Isn't Love – 2:41
2. Into the Pink – 4:06
3. Baby Got Shot – 2:41
4. John Beverly – 3:51
5. Pretty Please – 2:51
6. Monkey, I'm Your Man – 2:37
7. Prick the Sun – 3:28
8. Oh My – 3:46
9. Submissionary – 2:26
10. Bang Bang – 2:38
11. Depression Is a Fashion – 1:51
12. Sympathy Was Dead – 2:50
13. Big Skies, Black Rainbows – 4:13